# A Videoton FC 2003–2004-es szezonja
A Videoton FC 2003–2004-es szezonja szócikk a Videoton FC első számú férfi labdarúgócsapatának egy szezonjáról szól, mely sorozatban a 4., összességében pedig a 35. idénye a csapatnak a magyar első osztályban. A klub fennállásának ekkor volt a 62. évfordulója.

## Mérkőzések
| Színmagyarázat | Színmagyarázat |
| -------------- | -------------- |
|                | Győzelem.      |
|                | Döntetlen.     |
|                | Vereség.       |

### Intertotó-kupa
1. forduló
| 2003. június 22. 18:00 |

| Videoton              | 2 – 2   | Marek Dupnitsa                    |
| --------------------- | ------- | --------------------------------- |
| Kóczián 1' Földes 36' | (2 – 0) | Stoykov 58' (11-esből) Pargov 61' |

| Eszperantó úti stadion, Dunaújváros Nézőszám: 500 |

| 2003. június 28. 16:30 |

| Marek Dupnitsa                                                                    | 3 – 2 (h. u.)         | Videoton                  |
| --------------------------------------------------------------------------------- | --------------------- | ------------------------- |
| Lubenov 29' Dionisiev 42' Mujiri 97' 24' Stoykov 57' Bibishkov 94' Kyuchukov 105' | (2 – 0, 2 – 2, 3 – 2) | Földes 48' 61' Terjék 17' |

| Bonchuk Stadion, Dupnitsa Nézőszám: 1 000 |

### Arany Ászok Liga 2003–04

#### Őszi fordulók
| 1. forduló 2003. július 26. |

| Videoton                                    | 1 – 1   | Pécsi MFC                                 |
| ------------------------------------------- | ------- | ----------------------------------------- |
| Szalai 33' Koller 40' Kóczián 60' Voicu 66' | (1 – 0) | Pest 72' 34' Szabados 33′, 45′ Bajúsz 49' |

| Sóstói Stadion, Székesfehérvár Nézőszám: 5 000 Játékvezető: Hanacsek Attila (magyar) |

| 2. forduló 2003. augusztus 2. |

| Ferencváros                                        | 2 – 2               | Videoton                                          |
| -------------------------------------------------- | ------------------- | ------------------------------------------------- |
| Lipcsei 29' (11-esből) Rósa 85' Botis 6' Kapič 56' | (1 – 1) Jegyzőkönyv | Hercegfalvi 4' Dvéri 63' 71′ Medveď 33' Tudor 50' |

| Üllői út, Budapest Nézőszám: zárt kapus Játékvezető: Dubraviczky Attila (magyar) |

| 3. forduló 2003. augusztus 9. |

| Videoton                                                                        | 2 – 0   | Győri ETO                                       |
| ------------------------------------------------------------------------------- | ------- | ----------------------------------------------- |
| Schwarcz 65' Tóth 75' 48' Tereánszki-Tóth 44' Savu 58' Szabó 71' Magasföldi 79' | (0 – 0) | Jančetić 33' Kalina 57' Herczeg 85' Horváth 86' |

| Sóstói Stadion, Székesfehérvár Nézőszám: 3 500 Játékvezető: Bede Ferenc (magyar) |

| 4. forduló 2003. augusztus 23. |

| Haladás                                          | 3 – 0   | Videoton                        |
| ------------------------------------------------ | ------- | ------------------------------- |
| Tóth 41' 15' Tüske 80' 90+3' Szűcs 33' Szabó 85' | (1 – 0) | Koller 11' Ristić 58' Voicu 86' |

| Rohonci úti stadion, Szombathely Nézőszám: 4 000 Játékvezető: Kiss Béla (magyar) |

| 5. forduló 2003. augusztus 31. |

| Videoton                                           | 2 – 1   | BFC Siófok                                     |
| -------------------------------------------------- | ------- | ---------------------------------------------- |
| Tóth 13' Szalai 89' Savu 42' Vochin 57' Koller 82' | (1 – 0) | Kovács 58' 59' Juhász 70' Sitku 80' Kuttor 88' |

| Sóstói Stadion, Székesfehérvár Nézőszám: 1 500 Játékvezető: Sápi Csaba (magyar) |

| 6. forduló 2003. szeptember 13. 20:00 |

| Videoton                                | 2 – 0               | Debreceni VSC                                               |
| --------------------------------------- | ------------------- | ----------------------------------------------------------- |
| Tóth 35' Dvéri 42' Szabó 67' Medveď 72' | (2 – 0) Jegyzőkönyv | Bajzát 20' Éger 40' Szekeres 62' Sándor 63′, 63′ Vincze 66' |

| Sóstói Stadion, Székesfehérvár Nézőszám: 3 500 Játékvezető: Kassai Viktor (magyar) |

| 7. forduló 2003. szeptember 20. |

| Előre FC Békéscsaba                            | 2 – 2   | Videoton                                                 |
| ---------------------------------------------- | ------- | -------------------------------------------------------- |
| Tóth 69' Miculescu 90' Bánföldi 59' Udvari 80' | (0 – 1) | Hercegfalvi 5' Medveď 76' Koller 6' Tóth 66' Dvéri 90+6' |

| Kórház utcai stadion, Békéscsaba Nézőszám: 2 000 Játékvezető: Saskőy Szabolcs (magyar) |

| 8. forduló 2003. szeptember 28. |

| Videoton                              | 1 – 1   | MTK Hungária                       |
| ------------------------------------- | ------- | ---------------------------------- |
| Medveď 61' Hercegfalvi 60' Koller 76' | (0 – 0) | Zabos 58' Carlos 72' Torghelle 76' |

| Sóstói Stadion, Székesfehérvár Nézőszám: 4 000 Játékvezető: Megyebíró János (magyar) |

| 9. forduló 2003. október 4. |

| Újpest                             | 1 – 2   | Videoton                                             |
| ---------------------------------- | ------- | ---------------------------------------------------- |
| Szanyó 80' 5' Simek 29' Kovács 72' | (0 – 1) | Hercegfalvi 26' Medveď 75' 77' Tudor 80' Horváth 90' |

| Megyeri út, Budapest Nézőszám: 2 745 Játékvezető: Dubraviczky Attila (magyar) |

| 10. forduló 2003. október 19. |

| Videoton                                        | 2 – 0   | FC Sopron |
| ----------------------------------------------- | ------- | --------- |
| Voicu 18' Dvéri 90' Magasföldi 16' Schwarcz 28' | (1 – 0) | Lazić 18' |

| Sóstói Stadion, Székesfehérvár Nézőszám: 3 000 Játékvezető: Világi Balázs (magyar) |

| 11. forduló 2003. október 25. |

| Zalaegerszegi TE                                         | 1 – 1   | Videoton                                      |
| -------------------------------------------------------- | ------- | --------------------------------------------- |
| Ljubojević 37' Csóka 32' Molnár 35' Sabo 69' Szamosi 72' | (1 – 1) | Dvéri 47' Voicu 30' Magasföldi 56' Földes 83' |

| ZTE Aréna, Zalaegerszeg Nézőszám: 3 500 Játékvezető: Szarka Zoltán (magyar) |

| 12. forduló 2003. november 1. |

| Pécsi MFC                           | 3 – 1   | Videoton                                          |
| ----------------------------------- | ------- | ------------------------------------------------- |
| Pest 2' 90' Erős 60' Horváth S. 86' | (1 – 0) | Hercegfalvi 54' 71' Pantic 62′, 78′ Kóczián 90+2' |

| PMFC Stadion, Pécs Nézőszám: 4 500 Játékvezető: Erdős József (magyar) |

| 13. forduló 2003. november 8. |

| Videoton            | 1 – 2               | Ferencváros                 |
| ------------------- | ------------------- | --------------------------- |
| Dvéri 40' Tudor 84' | (1 – 0) Jegyzőkönyv | Dragóner 83' Tököli 88' 82' |

| Sóstói Stadion, Székesfehérvár Nézőszám: 8 000 Játékvezető: Juhos Attila (magyar) |

| 14. forduló 2003. november 14. |

| Győri ETO                                     | 2 – 2   | Videoton                              |
| --------------------------------------------- | ------- | ------------------------------------- |
| Nyicsenko 17' Miriuţă 57' Perić 80' Varga 82′ | (1 – 2) | Magasföldi 13' 24' Dvéri 55' Tóth 75' |

| Rába ETO Stadion, Győr Nézőszám: 800 Játékvezető: Világi Balázs (magyar) |

| 15. forduló 2003. november 22. |

| Videoton            | 1 – 2   | Haladás                                              |
| ------------------- | ------- | ---------------------------------------------------- |
| Szabó 35' Dvéri 12' | (1 – 2) | Kaj 18' 67' Tüske 45' Szűcs 2' Zöld 30' Somfalvi 32' |

| Sóstói Stadion, Székesfehérvár Nézőszám: 1 500 Játékvezető: Saskőy Szabolcs (magyar) |

| 16. forduló 2003. november 28. |

| BFC Siófok                                   | 1 – 0   | Videoton            |
| -------------------------------------------- | ------- | ------------------- |
| Virág 30' László 43' Mészáros 51' Györök 55' | (1 – 0) | Koller 49' Tóth 56' |

| Révész Géza utcai stadion, Siófok Nézőszám: 2 000 Játékvezető: Szarka Zoltán (magyar) |

#### Tavaszi fordulók
| 17. forduló 2004. március 7. 18:00 |

| Debreceni VSC               | 2 – 0   | Videoton                  |
| --------------------------- | ------- | ------------------------- |
| Szekeres 44' 35' Bajzát 69' | (1 – 0) | Tóth 33' Kóczián 54′, 54′ |

| Oláh Gábor utcai stadion, Debrecen Nézőszám: 4 500 Játékvezető: Saskőy Szabolcs (magyar) |

| 18. forduló 2004. március 13. |

| Videoton                                         | 1 – 2   | Előre FC Békéscsaba                                                                       |
| ------------------------------------------------ | ------- | ----------------------------------------------------------------------------------------- |
| Grujić 70' (öngól) Ristić 15' Tóth 69' Dvéri 90' | (0 – 2) | Javrujan 22' Vincze 35' Simon 24' Valentényi 39′, 44′ Grujić 52' Simunic 78' Bánföldi 88' |

| Sóstói Stadion, Székesfehérvár Nézőszám: 1 820 Játékvezető: Világi Balázs (magyar) |

| 19. forduló 2004. március 20. |

| MTK Hungária                                                    | 2 – 2   | Videoton                                |
| --------------------------------------------------------------- | ------- | --------------------------------------- |
| Carlos 17' Torghelle 43' 71' Janjić 23' Pusztai 27' Komlósi 69' | (2 – 1) | Hercegfalvi 5' 54' Koller 57' Fehér 89' |

| Hidegkuti Nándor Stadion, Budapest Nézőszám: 1 360 Játékvezető: Fábián Mihály (magyar) |

| 20. forduló 2004. március 27. |

| Videoton             | 0 – 2   | Újpest                                                     |
| -------------------- | ------- | ---------------------------------------------------------- |
| Koller 80' Tudor 89' | (0 – 0) | Feczesin 70' 90' Szélesi 23' Erős 63' Tamási 63' Simek 89' |

| Sóstói Stadion, Székesfehérvár Nézőszám: 2 000 Játékvezető: Kassai Viktor (magyar) |

| 21. forduló 2004. április 3. |

| FC Sopron                                                      | 5 – 0   | Videoton                         |
| -------------------------------------------------------------- | ------- | -------------------------------- |
| Huszti 7' Pető 47' Sira 53' Tóth 72' 90' Balaskó 27' Lazić 56' | (1 – 0) | Szalai 6' Kóczián 26' Vochin 39' |

| Káposztás utcai Stadion, Sopron Nézőszám: 3 800 Játékvezető: Vad II. István (magyar) |

| 22. forduló 2004. április 7. |

| Videoton                                | 2 – 2   | Zalaegerszegi TE                                           |
| --------------------------------------- | ------- | ---------------------------------------------------------- |
| Szalai 8' 45' Hercegfalvi 16' Dvéri 72' | (2 – 2) | Koplárovics 1' Waltner 7' Molnár 33' Vincze 88' Babati 90' |

| Sóstói Stadion, Székesfehérvár Nézőszám: 500 Játékvezető: Makai János (magyar) |

| 23. forduló (rájátszás) 2004. április 10. |

| Győri ETO   | 0 – 4   | Videoton                                                                   |
| ----------- | ------- | -------------------------------------------------------------------------- |
| Priskin 64' | (0 – 3) | Tóth 18' Magasföldi 26' 45' Savu 86' Vochin 30' Koller 34' Hercegfalvi 48' |

| Rába ETO Stadion, Győr Nézőszám: 500 Játékvezető: Erdős József (magyar) |

| 24. forduló (rájátszás) 2004. április 17. |

| Videoton                                                                     | 3 – 3   | Pécsi MFC                                              |
| ---------------------------------------------------------------------------- | ------- | ------------------------------------------------------ |
| Medveď 11' Fehér 35' Tóth 62' 28' Ristić 23' Kóczián 38' Szabó 84' Dvéri 85' | (2 – 1) | Kerekes 9' 53' 65' 41' Berdó 30' Erős 58' Szekeres 73' |

| Sóstói Stadion, Székesfehérvár Nézőszám: 500 Játékvezető: Szabó Zsolt (magyar) |

| 25. forduló (rájátszás) 2004. április 21. |

| Zalaegerszegi TE                     | 1 – 0   | Videoton                             |
| ------------------------------------ | ------- | ------------------------------------ |
| Waltner 56' Sebők J. 34' Szamosi 43' | (0 – 0) | Medveď 24' Tóth 61′, 69′ Kóczián 64' |

| ZTE Aréna, Zalaegerszeg Nézőszám: 2 200 Játékvezető: Solymosi Péter (magyar) |

| 26. forduló (rájátszás) 2004. május 1. |

| Haladás                                      | 0 – 2   | Videoton                                       |
| -------------------------------------------- | ------- | ---------------------------------------------- |
| Lőrincz 9' Farkas A. 52' Szűcs 63' Nélio 68′ | (0 – 1) | Medveď 31' Magasföldi 57' Fehér 4' Kóczián 68′ |

| Rohonci úti stadion, Szombathely Nézőszám: 2 000 Játékvezető: Makai János (magyar) |

| 27. forduló (rájátszás) 2004. május 8. |

| Videoton                                | 1 – 3   | Előre FC Békéscsaba                                        |
| --------------------------------------- | ------- | ---------------------------------------------------------- |
| Pantic 82' Vochin 52' Ristić 88′, 90+1′ | (0 – 1) | Valentényi 31' Javrujan 60' 78' Bánföldi 55' Kovács B. 65' |

| Sóstói Stadion, Székesfehérvár Nézőszám: 500 Játékvezető: Sápi Csaba (magyar) |

| 28. forduló (rájátszás) 2004. május 12. |

| Videoton                                        | 4 – 1   | Győri ETO                      |
| ----------------------------------------------- | ------- | ------------------------------ |
| Savu 5' 62' Szabó 40' Hercegfalvi 85' Tudor 76′ | (2 – 1) | Németh 35' Varga 29' Stark 90' |

| Sóstói Stadion, Székesfehérvár Nézőszám: 500 Játékvezető: Fábián Mihály (magyar) |

| 29. forduló (rájátszás) 2004. május 15. |

| Pécsi MFC                                                    | 3 – 3   | Videoton                                                    |
| ------------------------------------------------------------ | ------- | ----------------------------------------------------------- |
| Kerekes 39' Montvai 83' Márton 90+3' Notheisz 55' Bajúsz 75' | (1 – 2) | Tóth 22' Koller 32' 60' Magasföldi 65' Savu 83' Bartyik 85' |

| PMFC Stadion, Pécs Nézőszám: 500 Játékvezető: Solymosi Péter (magyar) |

| 30. forduló (rájátszás) 2004. május 19. |

| Videoton                                                  | 5 – 0   | Zalaegerszegi TE                               |
| --------------------------------------------------------- | ------- | ---------------------------------------------- |
| Szabó 5' 39' Dvéri 75' Medveď 87' Vochin 90+2' Koller 57' | (2 – 0) | Vincze 16' Kocsárdi 39′ Sebők J. 39' Csóka 82' |

| Sóstói Stadion, Székesfehérvár Nézőszám: 500 Játékvezető: Saskőy Szabolcs (magyar) |

| 31. forduló (rájátszás) 2004. május 22. |

| Videoton                                                                                  | 6 – 1   | Haladás                                                |
| ----------------------------------------------------------------------------------------- | ------- | ------------------------------------------------------ |
| Medveď 17' Szabó 27' Koller 40' Kóczián 48' Hercegfalvi 62' Tudor 64' Tereánszki-Tóth 90' | (3 – 0) | Róth 67' Kincses 36' Lőrincz 44′ Jagodics 62' Tóth 81' |

| Sóstói Stadion, Székesfehérvár Nézőszám: 400 Játékvezető: Juhos Attila (magyar) |

| 32. forduló (rájátszás) 2004. május 26. |

| Előre FC Békéscsaba              | 2 – 0   | Videoton                   |
| -------------------------------- | ------- | -------------------------- |
| Tóth 4' Miculescu 77' Grujić 55' | (1 – 0) | Vochin 25' Hercegfalvi 38′ |

| Kórház utcai stadion, Békéscsaba Nézőszám: 500 Játékvezető: Fábián Mihály (magyar) |

#### Végeredmény (Alsóház)
| #  | Csapat               | J  | Gy | D  | V  | Rg | Kg | Gk  | P  | Megjegyzés |
| -- | -------------------- | -- | -- | -- | -- | -- | -- | --- | -- | ---------- |
| 7  | Pécsi Mecsek FC      | 32 | 9  | 13 | 10 | 36 | 37 | -1  | 40 |            |
| 8  | Videoton SC          | 32 | 10 | 10 | 12 | 55 | 51 | +4  | 40 |            |
| 9  | Zalaegerszegi TE     | 32 | 11 | 6  | 15 | 45 | 47 | -2  | 39 |            |
| 10 | Győri ETO FC         | 32 | 10 | 6  | 16 | 36 | 54 | -18 | 36 |            |
| 11 | Előre FC Békéscsaba  | 32 | 8  | 8  | 16 | 36 | 50 | -14 | 32 | Osztályozó |
| 12 | Szombathelyi Haladás | 32 | 4  | 11 | 17 | 19 | 63 | -44 | 23 | Osztályozó |

1. ↑  Bennmaradt a REAC ellen
2. ↑  A pályán elért eredmény alapján bennmaradt a Nyíregyháza Spartacus ellen, jogvétel miatt azonban a másodosztályba került.

#### Eredmények összesítése
Az alábbi táblázatban összesítve szerepelnek a Videoton FC 2003/04-es bajnokságban elért eredményei.
| Ősz/tavasz (forduló)    | Otthon | Otthon | Otthon | Otthon | Otthon | Otthon | Otthon | Idegenben | Idegenben | Idegenben | Idegenben | Idegenben | Idegenben | Idegenben |
| Ősz/tavasz (forduló)    | M      | GY     | D      | V      | LG–KG  | GK     | P      | M         | GY        | D         | V         | LG–KG     | GK        | P         |
| ----------------------- | ------ | ------ | ------ | ------ | ------ | ------ | ------ | --------- | --------- | --------- | --------- | --------- | --------- | --------- |
| Őszi szezon (1–16.)     | 8      | 4      | 2      | 2      | 12–7   | +5     | 14     | 8         | 1         | 4         | 3         | 10–15     | –5        | 7         |
| Tavaszi szezon (17–32.) | 8      | 3      | 2      | 3      | 22–14  | +8     | 11     | 8         | 2         | 2         | 4         | 11–15     | –4        | 8         |
| Összesen (1–32.)        | 16     | 7      | 4      | 5      | 34–21  | +13    | 25     | 16        | 3         | 6         | 7         | 21–30     | –9        | 15        |

### Magyar kupa
Negyeddöntő
| 2004. március 17. 17:00 |

| Zalaegerszegi TE                           | 1 – 0   | Videoton                              |
| ------------------------------------------ | ------- | ------------------------------------- |
| Sebők J. 1' 4' Sebők V. 57′, 57′ Csóka 81' | (1 – 0) | Magasföldi 35' Pantic 72' Kóczián 85' |

| ZTE Aréna, Zalaegerszeg Nézőszám: 3 000 Játékvezető: Kassai Viktor (magyar) |